# Hypolimnas dubius
Hypolimnas dubius is een vlinder uit de familie Nymphalidae. De wetenschappelijke naam van de soort is voor het eerst geldig gepubliceerd in 1805 door Beauvais.